# Fontenoy (Aisne)
Fontenoy és un municipi francès situat al departament de l'Aisne i a la regió dels Alts de França. L'any 2007 tenia 528 habitants.

## Demografia

### Població
El 2007 la població de fet de Fontenoy era de 528 persones. Hi havia 211 famílies de les quals 55 eren unipersonals (30 homes vivint sols i 25 dones vivint soles), 76 parelles sense fills, 67 parelles amb fills i 13 famílies monoparentals amb fills.
La població ha evolucionat segons el següent gràfic:
Habitants censats

### Habitatges
El 2007 hi havia 237 habitatges, 215 eren l'habitatge principal de la família, 10 eren segones residències i 11 estaven desocupats. 235 eren cases i 2 eren apartaments. Dels 215 habitatges principals, 178 estaven ocupats pels seus propietaris, 34 estaven llogats i ocupats pels llogaters i 3 estaven cedits a títol gratuït; 9 tenien dues cambres, 31 en tenien tres, 44 en tenien quatre i 131 en tenien cinc o més. 160 habitatges disposaven pel capbaix d'una plaça de pàrquing. A 91 habitatges hi havia un automòbil i a 108 n'hi havia dos o més.

### Piràmide de població
La piràmide de població per edats i sexe el 2009 era:
| Homes | Edats   | Dones |
| ----- | ------- | ----- |
| 0     | 95 o +  | 0     |
| 0     | 90 a 94 | 0     |
| 0     | 85 a 89 | 0     |
| 4     | 80 a 84 | 8     |
| 4     | 75 a 79 | 8     |
| 12    | 70 a 74 | 16    |
| 12    | 65 a 69 | 16    |
| 8     | 60 a 64 | 16    |
| 12    | 55 a 59 | 12    |
| 20    | 50 a 54 | 12    |
| 32    | 45 a 49 | 28    |
| 20    | 40 a 44 | 16    |
| 20    | 35 a 39 | 20    |
| 16    | 30 a 34 | 20    |
| 20    | 25 a 29 | 16    |
| 4     | 20 a 24 | 4     |
| 8     | 15 a 19 | 36    |
| 16    | 10 a 14 | 20    |
| 16    | 5 a 9   | 24    |
| 16    | 0 a 4   | 24    |

## Economia
El 2007 la població en edat de treballar era de 350 persones, 257 eren actives i 93 eren inactives. De les 257 persones actives 237 estaven ocupades (125 homes i 112 dones) i 20 estaven aturades (11 homes i 9 dones). De les 93 persones inactives 42 estaven jubilades, 26 estaven estudiant i 25 estaven classificades com a «altres inactius».

### Ingressos
El 2009 a Fontenoy hi havia 199 unitats fiscals que integraven 522,5 persones, la mediana anual d'ingressos fiscals per persona era de 19.096 €.

### Activitats econòmiques
Dels 21 establiments que hi havia el 2007, 1 era d'una empresa extractiva, 1 d'una empresa de fabricació d'altres productes industrials, 3 d'empreses de construcció, 4 d'empreses de comerç i reparació d'automòbils, 2 d'empreses d'hostatgeria i restauració, 2 d'empreses financeres, 1 d'una empresa immobiliària, 2 d'empreses de serveis, 3 d'entitats de l'administració pública i 2 d'empreses classificades com a «altres activitats de serveis».
Dels 4 establiments de servei als particulars que hi havia el 2009, 1 era un guixaire pintor, 1 lampisteria, 1 empresa de construcció i 1 agència immobiliària.
L'any 2000 a Fontenoy hi havia 5 explotacions agrícoles.

## Equipaments sanitaris i escolars
El 2009 hi havia una escola elemental integrada dins d'un grup escolar amb les comunes properes formant una escola dispersa.

## Poblacions més properes
El següent diagrama mostra les poblacions més properes.